# 高旭东 (文学教授)
高旭东，中国人民大学文学院教授，主要从事现代文学、比较文化与世界文学等方面的研究工作，著有《生命之树与知识之树》、《中西文学与哲学宗教》等书。入选中华人民共和国教育部2009年度"长江学者"特聘教授。